# Adoretus garamas
Adoretus garamas är en skalbaggsart som beskrevs av Henri de Peyerimhoff 1921. Adoretus garamas ingår i släktet Adoretus och familjen Rutelidae. Inga underarter finns listade i Catalogue of Life.